# Solanka kolczysta
Solanka kolczysta (Salsola kali L.) – gatunek rośliny z rodziny szarłatowatych, w XX wieku w wyodrębnianej rodzinie komosowatych. Występuje w Europie, Azji i północnej Afryce, jako roślina zawleczona i zdziczała rośnie także w Ameryce Północnej. W Polsce rośnie głównie na nizinach.

## Morfologia

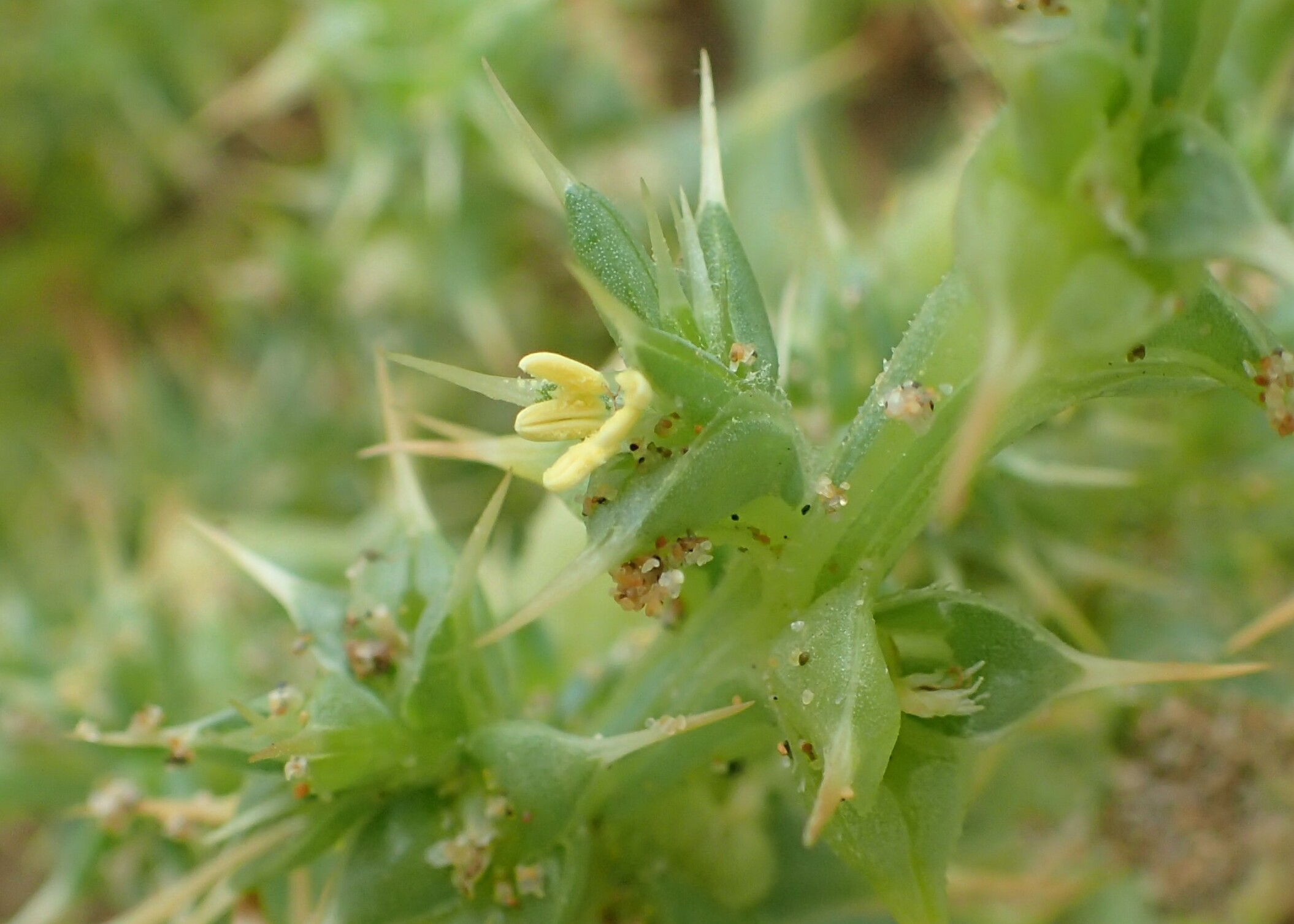
Kwiat

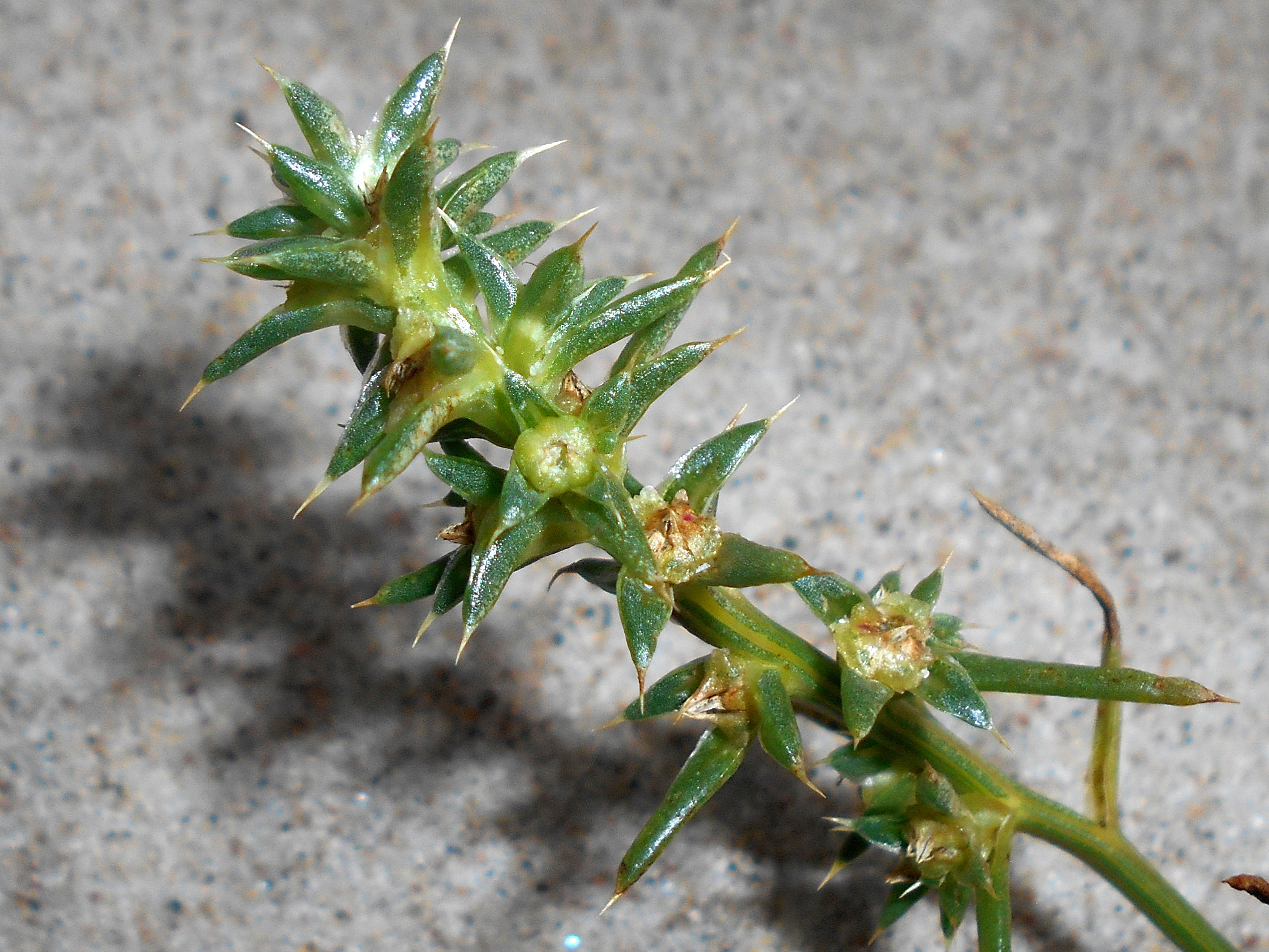
Owoce

PokrójRoślina naga lub owłosiona, sinozielona, wyprostowana i zwykle z licznymi łukowato wzniesionymi rozgałęzieniami.
ŁodygaOsiąga od 10 do 100 cm wysokości. Jest bruzdowana i białawozielona, często czerwono nabiegła.
LiścieSzydlaste lub równowąskolancetowate, płaskie lub nieco mięsiste. Siedzące i od nasady ku wierzchołkowi zwężają się. Na końcu z kolcem.
KwiatyWyrastają pojedynczo lub po 2–3 w kątach przysadek w kłosokształtnych kwiatostanach wzdłuż szczytowych odcinków pędu. Przysadki podobne do liści – szydlaste i zakończone kolcem, na brzegu błoniaste. Każdy kwiat wsparty jest dwoma dłuższymi od okwiatu podkwiatkami, podobnymi do przysadek i liści. Listki okwiatu w dwóch okółkach. W zewnętrznym są trzy listki szersze, a w wewnętrznym dwa węższe. Listki te są błoniaste, ale podczas owocowania twardnieją i otulają owoc.
OwoceBłoniaste, kształtu beczułkowatego lub kulistego. Zawierają czarne nasiona.

## Biologia i ekologia
- Roślina jednoroczna, halofit. Rośnie na piaskach i solniskach. Kwitnie od lipca do września. Liczba chromosomów 2n = 36[5]. Nasiona rozsiewane są przez wiatr. Na pustyniach wiatr pędzi zeschnięte pędy tej rośliny wraz z nasionami, w ten sposób je rozsiewając. Są to tzw. biegacze pustynne[7].
- Roślina o działaniu alergicznym. Przy bezpośrednim kontakcie ze skórą może powodować zapalenie skóry. Jej ostre kolce przebijają skórę i stymulują reakcję uczuleniową. U osób uczulonych powoduje astmę, alergiczny nieżyt nosa i alergiczne zapalenie spojówek[8].

## Systematyka i zmienność
W obrębie gatunku wyróżnia się dwa podgatunki:
- subsp. kali – występuje na brzegach mórz. Końce listków okwiatu z wyraźnym nerwem środkowym wyciągniętym w kolec. W Polsce rośnie tylko na wybrzeżu. Podgatunek charakterystyczny klasy Cakiletea maritimae[9].
- subsp. ruthenica (Iljin) Soó (synonimy: S. kali subsp. pontica Pallas, S. tragus L., S. ruthenica Iljin, S. australis R.Br.) – występuje na terenach piaszczystych, głównie na obszarach śródlądowych. Końce listków słabo zaostrzone, nerw środkowy słabo wykształcony. Podgatunek charakterystyczny zespołu Salsoletum ruthenicae. Podgatunek wyróżniający zespołu Corispermo-Brometum tectorum.

## Zastosowanie
Zawiera dużą ilość soli mineralnych. W krajach Azji Zachodniej popiół pozostały po spaleniu solanki kolczystej mieszano z oliwą z oliwek i otrzymywano w ten sposób ług używany do mycia i prania. W tym samym celu używano także solanki bezbronnej lub solirodu krzaczastego. W Biblii znajdują się w 3 miejscach odniesienia do takiego zastosowania ługu: (Jr 2,22, Ml 3,2, Dn 13,17).

## Zagrożenia i ochrona
Podgatunek typowy umieszczony jest na Czerwonej liście roślin i grzybów Polski (2006, 2016) w kategorii zagrożenia VU (narażony).